# نورمن هالین
نورمن هالین (انگلیسی: Norman Hollyn; ۱۱ مهٔ ۱۹۵۲ – ۱۷ مارس ۲۰۱۹) تدوین‌گر اهل ایالات متحده آمریکا بود.